# 云南折柄茶
云南折柄茶（学名：Hartia yunnanensis）为山茶科折柄茶属下的一个种。其种加词 yunnanensis 意为“云南的”。
现接受名为云南紫茎（Stewartia calcicola T.L.Ming & J.Li）。